# Anna Maria Brunszwicka
Anna Maria z Brunszwiku (ur. 1532, zm. 20 marca 1568 w Tapiewie) – druga żona księcia pruskiego Albrechta Hohenzollerna.

## Życiorys
Anna Maria była córką Eryka I – księcia brunszwickiego na Calenbergu i Elżbiety z Brandenburgii (z Hohenzollernów). W 1550 została żoną księcia Albrechta, od 1547 wdowca po księżnej Dorocie. Anna była matką córek i jedynego syna – Albrechta Fryderyka, którego urodziła 29 kwietnia 1553 w Neuhausen koło Królewca. Anna Maria zmarła 20 marca 1568 w Tapiewie, tego samego dnia, co jej małżonek książę Albrecht.